# Sullivan County Railroad
Die Sullivan County Railroad (SCRR) ist eine ehemalige Eisenbahngesellschaft in New Hampshire (Vereinigte Staaten). Sie bestand als eigenständige Gesellschaft von 1846 bis 1949.

## Geschichte

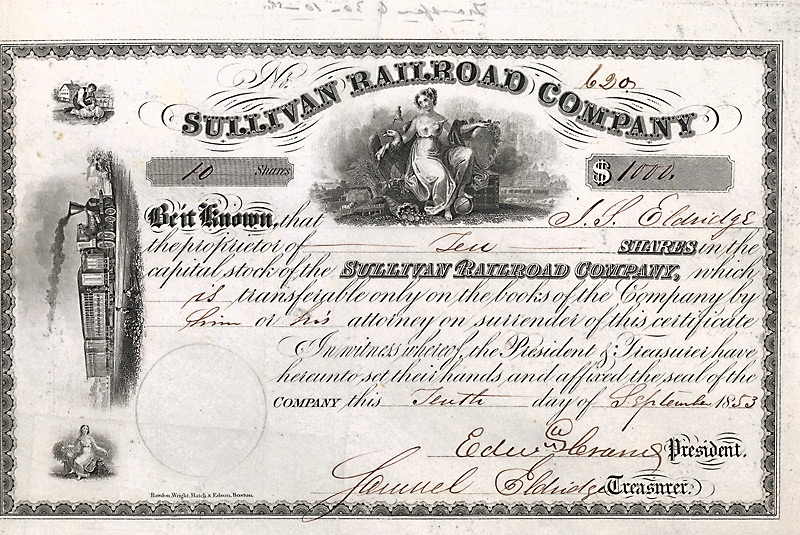
Aktie der Sullivan Railroad Company vom 14. April 1854

Die Gesellschaft wurde am 10. Juli 1846 in New Hampshire unter dem Namen Sullivan Railroad gegründet und beabsichtigte, eine Eisenbahnstrecke entlang des Ostufers des Connecticut River zwischen Bellows Falls und Windsor zu bauen, die an beiden Enden über eine Brücke an das geplante Gleisnetz anschloss. Der Bau begann im Frühjahr 1847 und 1849 ging die normalspurige Strecke in Betrieb. 
Mit dem Lückenschluss durch die Vermont Valley Railroad (VVR) erhielt die Strecke der Sullivan County Railroad 1851 Anschluss in Richtung New York City. Den Abschnitt zwischen der Flussbrücke und dem Endbahnhof in Windsor hatte die Vermont Central Railroad (VCR) in Besitz und es bestand ein Pachtvertrag mit der SCRR.
Im September 1861 pachtete die VVR die Sullivan Railroad, der Vertrag wurde jedoch schon 1866 wieder aufgelöst. Ab dem Zeitpunkt hatte die VCR die SRR unter Pacht, während die eigentliche Gesellschaft in Besitz der Northern Railroad of New Hampshire stand. Auch der Pachtvertrag mit der seit 1871 als Central Vermont Railroad firmierenden Bahn wurde 1876 aus finanziellen Gründen wieder aufgelöst. Anfang der 1870er Jahre erfolgte die Umgründung in Sullivan County Railroad. Am 1. Oktober 1880 verkaufte die Northern die Bahngesellschaft an die Vermont Valley Railroad. Die Boston and Maine Railroad pachtete am 1. Januar 1925 beide Bahnen und kaufte sie schließlich 1949. Die Strecke ist heute noch in Betrieb, gehört der New England Central Railroad und wird durch diese und die Pan Am Railways im Güterverkehr und durch die Amtrak im Personenverkehr bedient.